# Жълтоглава челюстарка
Жълтоглавите челюстарки (Opistognathus aurifrons) са вид актиноптери от семейство Опистогнатиди (Opistognathidae).
Те са незастрашен вид.
Таксонът е описан за пръв път от Дейвид Стар Джордан през 1905 година.